# Svyatoslav I Igorevich
Sviatoslav I Igorevich (tiếng Đông Slav cổ: С~тославъ / Свѧтославъ Игорєвичь, Sventoslavŭ / Svantoslavŭ Igorevičǐ; tiếng Bắc Âu cổ: Sveinald Ingvarsson; tiếng Nga: Святослав Игоревич, Sviatoslav Igorevich; tiếng Ukraina: Святослав Ігорович, Sviatoslav Ihorovych; tiếng Belarus: Святаслаў Ігаравіч, Sviataslaŭ Iharavich; tiếng Bulgaria: Светослав, Svetoslav, tiếng Hy Lạp: Σφενδοσθλάβος, Sphendosthlabos) (sinh khoảng 942 – mất tháng 3 năm 972), cũng được viết là Svyatoslav, là Đại vương công của Kiev. 
Là con trai của Igor thành Kiev và Olga, cháu nội của người lập ra Vương triều Ryurik, Sviatoslav nổi tiếng với chiến dịch quân sự kiên trì ở phía đông và phía nam, dẫn đến sự sụp đổ của hai cường quốc lớn của Đông Âu, Khazaria và Đế quốc Bulgaria thứ nhất. Ông cũng đã chinh phục rất nhiều bộ lạc Đông Slav, đánh bại người Alan và tấn công Bulgar Volga, và tại một số thời điểm đã liên minh với người Pecheneg và Magyar.